# Excalibur (Kletterroute)

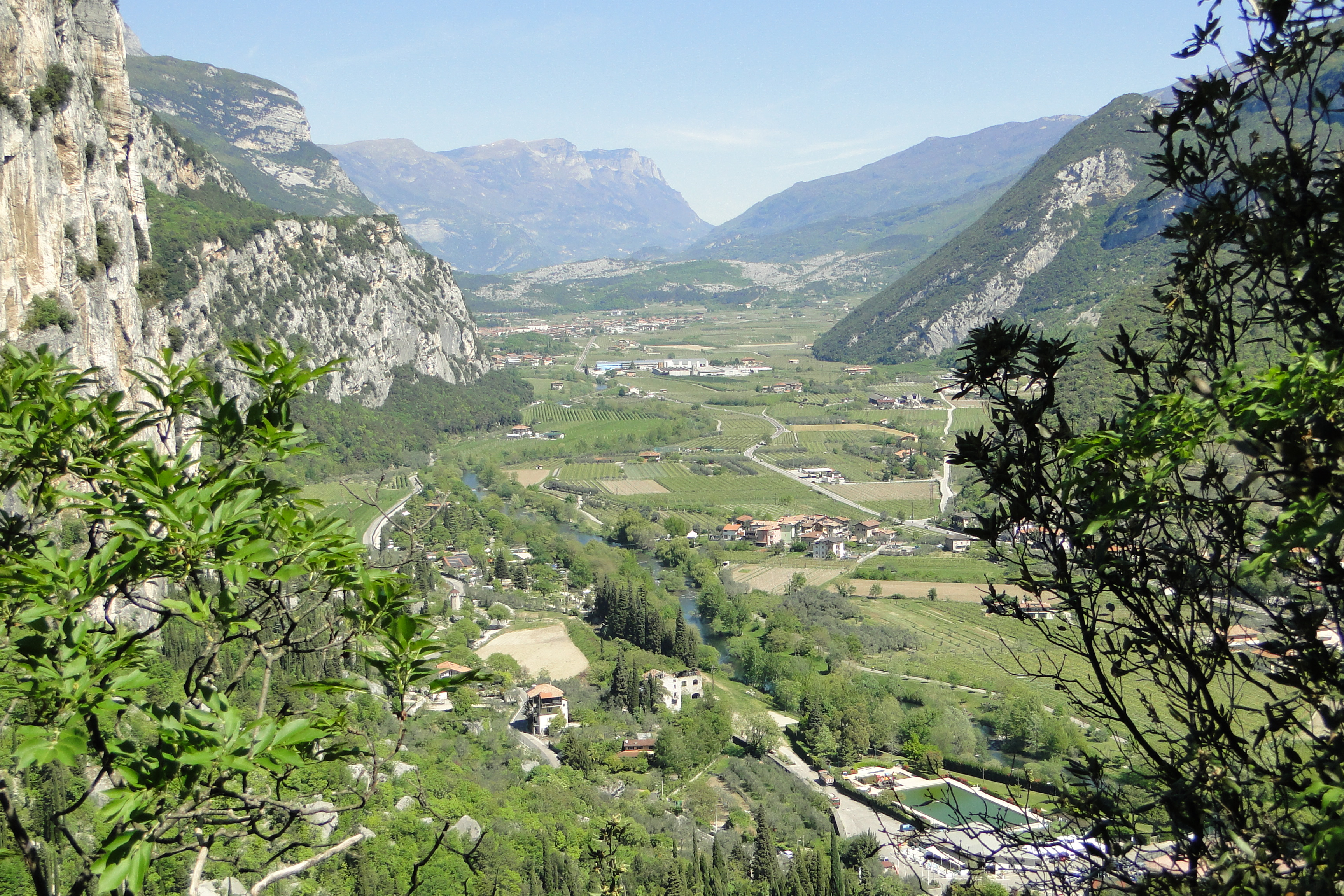
Das Sarcatal zwischen Arco und Dro

Excalibur ist eine in den Gardaseebergen im Trentino (Italien) gelegene Kletterroute. Mit einer Bewertung von 9b+ (5.15c, XII-) gilt sie als eine der anspruchsvollsten Routen der Welt und ist die schwierigste Route Italiens, außerdem ist es die schwerste von einer Frau begangene Kletterroute. Anfang Februar 2023 gelang Stefano Ghisolfi die Erstbegehung, die Route konnte bisher erst zweimal wiederholt werden.

## Beschreibung
Die Route befindet sich im Sarcatal auf der Höhe von Dro auf der orographisch linken Talseite zwischen Drena und dem Weiler Braila im Gemeindegebiet von Arco. Zu Beginn startet die Route mit einem schweren 8B/8b+-Boulderproblem und zieht sich dann an sehr kleinen Griffen eine durchgehend 40° überhängende Felswand hinauf. Die Route ist mit ungefähr 12 Meter Länge und 18 Zügen relativ kurz, dafür allerdings umso kraftintensiver.
Ein alternativer Start beginnt mit einem Dynamo von einem benachbarten Felsen und umgeht so die erste Crux am Beginn der Route. Doch selbst in dieser verkürzten Variante wurde die Route noch als 9b von Adam Ondra eingestuft.
Am Fuß der Route (497 m s.l.m.) befindet sich ein Amboss mit einem fest monierten Schwert, welches auf die Excalibur-Sage anspielt.

## Geschichte
Im Februar 2020 wurde die Route von Christian Dorigatti und Morris Fontanari erschlossen, Ghisolfi versuchte die Route 2021 das erste Mal auf ihre Einladung hin. Im folgenden Jahr projektierten auch weitere Kletterer wie Adam Ondra, Will Bosi und Jakob Schubert die Route, allerdings erfolglos. Erst im Februar 2023 gelang Stefano Ghisolfi die erfolgreiche Rotpunkt-Begehung. Entgegen der Spekulation auf eine höhere Bewertung, schätzt er die Route als 9b+ ein und bezeichnet sie als schwierigste Route Italiens. Im Februar 2025 gelang Will Bosi die erste Wiederholung der Route und bestätigte den von Ghisolfi vorgeschlagenen Schwierigkeitsgrad.

„Ich muss zugeben, dass der Prozess extrem schwierig war, vom ersten Versuch, wo ich die Beta zu entschlüsseln versuchte und das Ganze für unmöglich hielt, bis hin zur Erstbegehung, bei der ich mich solide und sicher fühlte.“

Adam Ondra wendete sich trotz langer Projektionszeit von der Route ab, da er auf Grund der kleinen Griffe eine zu hohe Verletzungsgefahr darin sieht.
Im April 2025  kletterte Brooke Raboutou als dritte Person die Route, und damit als erste Frau eine Route im Schwierigkeitsgrad 9b+.

## Begehungen
- 3. Februar 2023 – Stefano Ghisolfi, Italien[8]
- 3. Februar 2025 – William "Will" Bosi, Großbritannien[6]
- 8. April 2025 – Brooke Raboutou, USA[7][1]